# ノルゲ (王室ヨット)
ノルゲ(KS «Norge»)は、ノルウェー王室が所有し、ノルウェー海軍が維持運営するヨットである。

## 概説
過去、あるいは現代も、ヨーロッパの王室はヨットを所有していることが多い。その中でもノルウェーの王家はヨットへの関心が深いことで知られる。もともと、独立後の初代国王ホーコン7世に対して、ヨットを贈呈することが王を迎えるときに決まっていたが、二つの世界大戦とその間の世界恐慌のために果たせなかった。そこで、大戦終結によってドイツの占領が終わると、1947年に国民の募金運動によってヨットの購入資金が集められ、買い入れられたのが本船である。
ノルゲの前身は、イギリスで1937年に竣工した豪華ヨットフィランテ(Philante)であり、大戦中はイギリス海軍の対潜艦として徴発改造され、船団護衛に従事していた。47年に購入され、改装されて48年にノルウェー海軍籍で再就役し、現在に至る。1985年にドックに入っての修繕工事の際、溶接の不手際から火災が発生してかなりの被害を受けたが、再建されている。
ノルウェー王家では、ホーコン7世の息子オーラヴ5世がセーリングでアムステルダムオリンピックに出場し金メダルを獲得、後継者ハーラル5世も1964年東京オリンピック出場経験を持つなど、代々ヨットに注力してきた。日本のヨットレースでノルウェーの名の冠されたものがあるが、これはハーラル5世が国王として再び来日したことを契機とするものである。
ノルゲはプライベートに使われるほか、外交公務でヨーロッパ各国を盛んに訪問している。ノルウェー王室と外務省の発表に注意していれば、ノルゲがいつどこを訪れているのかがわかる。
因みにノルウェーのアニメ作品「エリアス ちいさなレスキューせん」にはノルウェー国王として擬人化された王室ヨットが登場するが、外観はデンマーク王室の「ダンネブログ」の方が近い。